# Мазад Фернан
Фернан Мазад (фр. Fernand Mazade, 14 жовтня 1863, поблизу Андюз — 17 червня 1939, Сен-Жорж-де-Дідонн) — французький поет, критик, журналіст і вчений. Співзасновник французького Товариства Українознавства. Перекладач віршів Т. Шевченка (1920), М. Рильського.
Працював у галузі медицини, автор кількох наукових розвідок. З 1889 року оселився у Парижі. Допомагав українській делеґації на Мировій конференції в Парижі (1919 — 20).
Автор поетичних збірок «Пристрасна мандрівка», «Пісок і кров» (обидві — 1921), «Мудрість», «Весна восени». У 1920 році з'явилися його переклади творів Шевченка «Садок вишневий коло хати» та «І широкую долину». Їх багато разів передруковували в різних виданнях. Перекладав римованим віршем на відміну від усталеної у Франції традиції перекладати вірші прозою. Окремі вірші Мазада українською мовою переклав М. Терещенко.